# Encyclia incumbens
Encyclia incumbens là một loài lan trong chi Encyclia.